# Calonotos metallicas
Calonotos metallicas là một loài bướm đêm thuộc phân họ Arctiinae, họ Erebidae.